# Лудвиг IX (Хесен-Дармщат)
Лудвиг IX (на немски: Ludwig IX von Hessen-Darmstadt, * 15 декември 1719 в Дармщат, † 6 април 1790 в Пирмазенс) е от 1768 до 1790 г. ландграф на Хесен-Дармщат и съпруг на „великата ландграфиня“ Каролина фон Пфалц-Цвайбрюкен.
Лудвиг е най-големият син на ландграф Лудвиг VIII от Хесен-Дармщат (1691 – 1768) и първата му съпруга Шарлота (1700 – 1726), дъщеря, наследничка на граф Йохан Райнхард III от Ханау.
Лудвиг последва баща си през 1768 г. в управлението на Хесен-Дармщат.
През 1763 г. Лудвиг IX основава град Пирмазенс, където харесвал да живее в ловджийския дворец на дядо му.
На 12 август 1741 г. Лудвиг IX се жени в Цвайбрюкен за Каролина фон Пфалц-Цвайбрюкен (1721 – 1774), най-възрастната дъщеря на херцог и пфалцграфКристиан III фон Цвайбрюкен и Каролина фон Насау-Саарбрюкен. След нейната смърт той се жени втори път на 23 октомври 1775 г. в Емс (морганатичен брак) за Мари Адéлаида Хеирузе, която в деня на сватбата е издигната на „контеса фон Лемберг“.
През 1764 г. той е императорски-хабсбургски генерал-фелдмаршал-лейтенант. През 1774 г. той става руски генерал-фелдмаршал. Лудвиг IX е убеден в съществуването на духове и извънестествени сили. Той е, както баща му, запален ловец. Той управлява най-вече от ловния дворец Кранихщайн и през 1765 г. строи ловния барок дворец Дияненбург в Дармщат. Той ползва каляска, теглена от бели елени, компонира военни маршове. През 1778 г. е приет в Масонската ложа.

## Деца
Лудвиг IX и Хенриета Каролина имат осем деца:
- Каролина Дармщатска (1746 – 1821), омъжва се 1768 за Фридрих V, ландграф на Хесен-Хомбург (1748 – 1820)
- Фредерика Луиза фон Хесен-Дармщат (1751 – 1805), кралица на Прусия, 1769 съпруга на крал Фридрих Вилхелм II (1744 – 1797)
- Лудвиг X (1753 – 1820), велик херцог на Хесен-Дармщат, женен 1777 за принцеса Луиза фон Хесен-Дармщат (1761 – 1829)
- Амалия Фредерика (1754 – 1832), омъжена 1774 за Карл Лудвиг фон Баден (1755 – 1801), принц на Баден
- Вилхелмина Луиза (1755 – 1776), омъжена 1773 за великия княз Павел Петрович (1754 – 1801)
- Луиза Августа (1757 – 1830), омъжена 1775 за Карл Август, велик херцог на Саксония-Ваймар-Айзенах (1757 – 1828)
- Фридрих (1759 – 1802)
- Кристиан (1763 – 1830), ландграф на Хесен-Дармщат

С метресата му Ернестина Розина Флахсланд Гол (1742 – 1774):
- Ернст Лудвиг фон Хесенцвайг (1761 – 1774)

- Лудвиг IX
- Ловен дворец Кранихщайн
- Картина Parforcejagd an der Dianaburg от 1768 г. от Георг Адам Егер
- Ернестина Розина Флахсланд Гол (метреса)